# アレクセーエフスカヤ駅 (モスクワ地下鉄)
座標: 北緯55度47分37秒 東経37度38分10秒 / 北緯55.7936度 東経37.6362度
アレクセーエフスカヤ駅（アレクセーエフスカヤえき、ロシア語: Алексеевская）は、モスクワ地下鉄6号線の駅。

## 歴史
1958年5月1日に6号線の最初の区間の一部として完成した。